# Ctenichneumon scutellaris
Ctenichneumon scutellaris là một loài tò vò trong họ Ichneumonidae.